# Sue Wright
Pour les articles homonymes, voir Wright.
Sue Wright née le 28 juin 1970 à Bicester, est une joueuse professionnelle de squash représentant l'Angleterre. Elle est finaliste du British Open en 1991 et 2000, atteignant la place de 3e mondiale en janvier 1998. Elle est quatre fois championne britannique en  1992, 1997, 1998 et 2001.
Pendant les dernières années de sa carrière, elle souffre d'une pneumonie virale qui lui occasionne des problèmes aux oreilles l’empêchant de prendre l'avion et de voyager en dehors de l'Angleterre.
Sue Wright quitte le circuit professionnel en 2001.

## Palmarès

### Titres
- Apawamis Open : 2 titres (1997, 1999)
- Monte-Carlo Squash Classic : 1998
- Heliopolis Open : 1996
- Championnats britanniques : 4 titres (1992, 1997, 1998, 2001)
- Championnat d'Europe par équipes : 6 titres (1990, 1992, 1993, 1995, 1997, 1998)

### Finales
- British Open : 2 finales (1991, 2000)
- Apawamis Open : 1998
- Monte-Carlo Squash Classic : 1997
- Open des Pays-Bas : 1991
- Championnats britanniques : 2 finales (1999, 2000)